# 聖パウロ大聖堂 (シンシナティ)
聖パウロ大聖堂（せいパウロだいせいどう、英語：St. Paul Episcopal Cathedral）は、アメリカ合衆国のオハイオ州シンシナティ南東部にあるセブンス・アンド・パルム街の南東部の端に位置していた。聖ペテロ・イン・チェーンズ大聖堂の向かい側にあったこの教会はプラム・ストリート寺院の隣にあった。本来の聖パウロ教会はイースト・フォース街111番地にあった。1828年、信徒団はクライストチャーチ大聖堂司祭のサムエル・ジョンソン牧師により結成されたが、ジョンソン牧師は2年分の遡及賃金を回収できずにいた。すると、彼は新しい教会に相当な会衆を引き入れたのだ。1883年、教会はセブンス・アンド・パーム街の聖ヨハネ教会に統合された。この教会は1851年にニコルソン牧師により構成され、南部オハイオ教区の大聖堂となった。
ある手引書にはこの教会についてこう記述されている。
1852年に堂々たる教会が完成してからの数十年の間、洗練かつ上品なシンシナティの住民はそこで礼拝した。

ニコラス・ハムネル・コッブス牧師はアラバマ州教区主教就任前の数年間をこの教会に仕えた。オハイオ州知事のサーモン・ポートランド・チェイスは日曜学校の校長であった。
この建物は1937年に解体された。教会員の多くが郊外に移転した。今日、フォース街にあるクライストチャーチ大聖堂は南部オハイオ教区に所属しており、隣接する教会本部のチャペルはのちに聖パウロ教会（フォワード運動施設とも呼ばれる）と命名されている。